# Kirchehrenbach
Kirchehrenbach é um município da Alemanha, no distrito de Forchheim, na região administrativa da Alta Francónia, estado de Baviera. É membro e sede do Verwaltungsgemeinschaft de Kirchehrenbach.